# Joseph Vézina
Pour les articles homonymes, voir Vézina.
(François) Joseph Vézina (né le 11 juin 1849 à Québec et mort à Québec le 5 octobre 1924) est un chef d'orchestre, compositeur, saxhorniste et pédagogue. Il est enterré au cimetière Notre-Dame-de-Belmont, à Sainte-Foy.

## Biographie
Joseph Vezina est né le 11 juin 1849 à Québec. Sur le plan musical, Vézina demeure essentiellement un autodidacte mais acquiert des connaissance de son père, François, directeur musical et bassoniste, qui l'initie à la musique, et de Callixa Lavallée, auprès de qui il suit des leçons d'harmonies pendant quelques mois seulement. Durant ses études, Vézina entre au Petit Séminaire de Québec en 1861 et reçoit probablement une formation élémentaire sous la direction de Célestin Lavigueur, qui y dirige la Société Sainte-Cécile. Au Petit Séminaire, Vézina se révèle d'abord être un élève doué. En 1866, il est admis au Collège Militaire de Québec et peu de temps après intègre l'harmonie 9ème Bataillon des Voltigeurs de Québec dans laquelle il joue du baryton. De 1869 à 1979, il est responsable de la direction musicale pour ce même ensemble. Ensuite, sa carrière continue d'évoluer dans la sphère militaire puisqu'il dirige le B Battery Band du Régiment de l'Artillerie Royale du Canada. En 1899, cet ensemble deviendra un orchestre professionnel, le premier du genre dans les forces régulières canadiennes.
En 1902, il fonde la Société symphonique de Québec. Personnage aux talents multiples, il a été l'un des principaux acteurs de la vie musicale de Québec tout au long de sa vie. Il fut chef de musique de l'Artillerie royale canadienne (Citadelle de Québec). Vézina fonda et dirigea également de nombreuses harmonies civiles dans la région de Québec. Membre de l'Académie de musique du Québec, il a participé aux tout premiers jurys du Prix d'Europe, mis sur pied en 1911. Il a composé trois opéras-comiques, Le Lauréat (1906) — sur un livret de Félix-Gabriel Marchand — Le Rajah (1910) et Le Fétiche (1912) qui ont connu beaucoup de succès en leur temps. Il avait entrepris un quatrième ouvrage lyrique, La Grosse Gerbe, sur un poème de Pamphile LeMay. Cet opéra est demeuré inachevé.
Vézina dirige la première exécution d'Ô Canada le 24 juin 1880 à Québec. De 1912 à 1924, il occupe le poste de chef de chœur à la basilique Notre-Dame de Québec.
Vézina décède à Québec le 5 octobre 1924, à l'âge de 75 ans.
L'artiste Georges-Henry Duquet réalise le médaillon du monument funéraire de Vézina.
Il est enterré au cimetière Notre-Dame-de-Belmont, à Sainte-Foy.

## Archives
Le fonds d'archives de Vézina est conservé au centre d'archives de Québec de Bibliothèque et Archives nationales du Québec.

## Famille
Joseph Vézina est l'ancêtre de Raoul Vézina, qui est le père de Roger Vézina. Roger Vézina a ensuite eu une fille, Nicole Vézina, qui est la mère de Félix-Alexandre Vézina Paquin. Félix-Alexandre a à son tour une fille, Sofia Paquin, qui représente la dernière génération connue dans cette lignée.

## Hommages
- L'avenue Joseph-Vézina est nommée en son honneur vers 1950 à Sillery, une ancienne ville qui est maintenant un quartier de Québec.
- On surnomme Vézina le « Roi de la valse canadien » et le « Sousa canadien » pour ses marches militaires.
- Une plaque "Ici vécut" de la ville de Québec est présente au 930, rue  Turnbull, en son honneur, pour indiquer son ancien lieu de résidence.